# The Opening of the Cerebral Gate
Albums de Transllusion
Harnessed The Storm
(Drexciya Storm #1)) Lifestyles Of The Laptop Café
(Drexciya Storm #3))
The Opening Of The Cerebral Gate est un album de Drexciya paru en 2001 sur le label berlinois Supremat. L'album a été publié sous le nom de Transllusion, pseudonyme de James Stinson.
The Opening Of The Cerebral Gate est le second album de la série des sept Drexciya Storms.

## Titres
| No  | Titre                                    | Durée |
| --- | ---------------------------------------- | ----- |
| 1.  | Transmission Of Life                     | 4:30  |
| 2.  | Negative Flash                           | 4:28  |
| 3.  | Walking With Clouds                      | 3:32  |
| 4.  | Cerebral Cortex Malfunction              | 5:29  |
| 5.  | Cluben In Guyana                         | 5:06  |
| 6.  | Look Within                              | 4:29  |
| 7.  | Unordinary Realities                     | 4:51  |
| 8.  | Dimensional Glide                        | 6:59  |
| 9.  | War Of The Clones                        | 5:51  |
| 10. | Crossing Into The Mental Astroplane      | 4:48  |
| 11. | Do You Want To Get Down?                 | 5:44  |
| 12. | Do You Want To Get Down? (Vocal De Void) | 5:45  |